# Potrerillos (El Paraíso)
Potrerillos è un comune dell'Honduras facente parte del dipartimento di El Paraíso.
Il comune venne istituito il 3 aprile 1900.